# عقد 210 هـ
عقد 210 هـ هو الفترة بين عام 210 إلى 219 في التقويم الهجري، أي العشر سنوات الثانية من القرن الثالث الهجري.